# Diritti LGBT in Bahrein
Il Bahrein ha legalizzato l'omosessualità nel 1976. Alle forze dell'ordine e ai tribunali compete l'autorità di imporre multe o il carcere per qualsiasi attività omosessuale in cui vi siano implicati minori di 21 anni.
Nel 2009 un segretario per i servizi educativi ha affermato, tra l'altro, che il ministero dell'istruzione non ha alcun dovere d'affrontare questioni legate alla sessualità e che i problemi emotivi dei bambini dovrebbero invece essere affrontati dai genitori; non spetta alla scuola compiere azioni in questa direzione e ha concluso che questo problema in realtà non esiste.

## Codice penale
Col nuovo codice penale emanato nel marzo 1976, che abroga il precedente imposto dai colonialisti inglesi, si è legalizzata l' omosessualità.
Qualsiasi rapporto sessuale, sia omosessuale che eterosessuale, anche se privato, non commerciale e consensuale, con chiunque abbia meno di 21 anni è considerato simile allo stupro e può portare ad una condanna fino a 10 anni di carcere.

### Aspetti correlati
Il crossdressing può essere motivo di sanzioni o detenzione ai sensi delle leggi generali volte a tutelare la moralità e l'ordine pubblico: dalla fine del 2007 almeno 11 persone sono state arrestate per crossdressing svolto in pubblico.
Qualsiasi istituzione privata con clienti o intrattenitori omosessuali o transgender può portare da parte dei tribunali alla sua chiusura per immoralità (Art. 328). Anche il tentativo di seduzione sessuale è un reato, con una pena che può giungere fino a 5 anni (Art. 324).
Nel 2008 vi è stata una richiesta al governo, da parte del partito Al-Menbar affiliato ai Fratelli musulmani, d'effettuare uno studio ufficiale sul "problema degli atti omosessuali" e sulle modalità per poterlo combattere al meglio. La risposta è stata la seguente: gli omosessuali sospetti, cioè effeminati, sono bloccati dai controlli aeroportuali ed è impedito loro di entrare nel paese.; molti omosessuali conosciuti vengono ispezionati periodicamente nei loro posti di lavoro.
Nel 2009 due stranieri asiatici sono stati condannati a sei mesi di carcere ai lavori forzati e poi espulsi; questo per aver tentato di adescare dei funzionari di polizia sotto copertura in cambio di denaro.
Viene inoltre espressamente vietato agli stranieri non perfettamente eterosessuali di entrare nel regno e di ricevere permessi di soggiorno come insegnanti.

## Nei media
In Bahrein il tema dell'omosessualità viene liberamente trattato e discusso sui giornali; dal 1990 è stato citato in particolare occupandosi di eventi accaduti all'estero, all'interno del mondo dello spettacolo, per casi giudiziari o riguardanti la diffusione della pandemia da HIV; ma è solo a partire dagli ultimi anni la stampa ha iniziato ad affrontare anche le questioni riguardanti l'identità di genere e l'orientamento sessuale. Nel 2001 si è creata una polemica nazionale, quando il primo giornale in lingua araba ha discusso la questione dell'omosessualità in Bahrein.

## Tabella riassuntiva
| Attività e relazioni sessuali legali                                                  | (dal 1976) |
| Parità dell'età di consenso                                                           | Si         |
| Leggi anti-discriminazione sul lavoro                                                 | No         |
| Leggi anti-discriminazione nella fornitura di beni e servizi                          | No         |
| Leggi anti-discriminazione in tutti gli altri settori (incluse le espressioni d'odio) | No         |
| Matrimonio egualitario                                                                | No         |
| Unione civile                                                                         | No         |
| Step-child adoption                                                                   | No         |
| Adozione                                                                              | No         |
| Autorizzazione a prestare servizio nelle forze armate                                 | No         |
| Diritto di cambiare genere nei documenti                                              | No         |
| Accesso alla fecondazione in vitro per le lesbiche                                    | No         |
| Surrogazione di maternità                                                             | No         |
| Permesso di donare il sangue                                                          | No         |